# LP 400
Die LP 400 ist eine Präzisionsluftpistole von Carl Walther Sportwaffen. 

## Beschreibung
Die Druckluftwaffe hat das Kaliber 4,5 mm (.177 cal) Diabolo. Sie basiert auf einem 200-bar-Druckluftsystem. Die Druckluft wird durch eine Pressluftkartusche eingeführt, welche durch eine Drehverbindung unter dem Lauf befestigt wird. Die Kartusche hat einen zehnjährigen TÜV, der nicht verlängert werden kann.
Der gezogene Lauf hat eine Kohlenstofffasermantel. Weitere Materialien sind Aluminium und Holz.
Die LP 400 hat eine Energie von weniger als 7,5 Joule. In Deutschland darf sie ab 18 Jahren frei und ohne Waffenbesitzkarte erworben werden.